# 4128 UKSTU
يو كي أس تي يو (ويعرف أيضًا باسم 4128 يو كي أس تي يو وفق تسمية الكوكب الصغير) (بالإنجليزية: UKSTU)‏ هو كويكب ضمن حزام الكويكبات؛ وترتيبه 4128 من حيث الاكتشاف.
اكتُشف هذا الجُرم الفلكي بواسطة روبرت إتش ماكنوت في 28 يناير 1988.

## وصلات خارجية
- 4128 UKSTU في قاعدة بيانات مختبر الدفع النفاث لأجرام النظام الشمسي الصغيرة

- الاكتشاف · مخطط المدار ·  العناصر المدارية · المعلمات المادية

- 4128 UKSTU على موقع ويكي سكاي: DSS2, SDSS, GALEX, IRAS, Hydrogen α, X-Ray, Astrophoto, Sky Map, Articles and images